# Pacte de l'Euro
Pacte de l'Euro és l'acord que la Unió Europea va decidir ratificar el juny de 2011 amb l'objectiu d'aturar la crisi en el deute nacional de diversos països de la zona euro, i que va suposar un pas més cap a les condicions del Pacte d'estabilitat i creixement de 1997. Les mesures van cercar millorar la competitivitat dels treballadors mitjançant un compromís formal de tots els països de la Unió. El pacte ha estat durament criticat per sindicats, grups socials i grups d'esquerra, ja que les mesures suposarien reformar el sistema de pensions i de prestacions socials, reduint els drets de la població. Els que proposaven el pacte van al·legar que és l'única forma de trencar el cercle viciós de l'endeutament.

## Origen
Els governs d'Alemanya i França van proposar el 2008 un pacte per la competitivitat, i van tornar a fer-ho el 2010 amb la crisi del deute sobirà grec, però és el 2011 amb tres països sota rescat financer (Grècia, Irlanda i Portugal) quan finalment els països de la Unió han accedit a pactar una política econòmica comuna.

## Objectius
El Pacte és un compromís formal: Tots els Estats que formen la moneda única es comprometen a seguir una sèrie de polítiques econòmiques comunes, amb propostes per corregir els aspectes que han fracassat en les seves economies. Es tracta d'aconseguir que les empreses que utilitzen l'euro als mercats mundials siguin més fortes, el que, en teoria, redundarà en un augment del fluix comercial i exportador de la UE, en una major estabilitat financera, en uns Estats menys endeutats i en un creixement econòmic més sostenible.

## Obligacions
El pacte obliga als països a les següents polítiques: 
- Vincular salaris a productivitat, proposta alemanya que portaria entre d'altres a donar prioritat a la negociació personal enfront de la col·lectiva i la reducció dels salaris públics perquè no ascendeixin els salaris privats en comparació. A canvi reconèixer la intervenció dels agents socials, la necessitat d'invertir en R+D i l'alliberació de sectors protegits, com en el cas d'Espanya i les llicències de farmàcies.
- Augmentar la flexibilitat laboral i disminuir els impostos a les empreses per augmentar la contractació i fomentar l'ocupació. Aquest punt és de vital importància per a Espanya, ja que la rigidesa del seu  Mercat laboral ha estat criticada per nombrosos organismes i economistes, com el mateix Governador del Banc d'Espanya Miguel Ángel Fernández Ordóñez[2] o el FMI.[3]
- Obligació de reduir el dèficit públic per sota el 3%, i això és fonamental per aconseguir que els països de la Unió Europea comptin amb unes finances públiques sanejades i no es vegin embolcallats en una possible suspensió de pagaments, com la Crisi de Deute Sobirana de Grècia de 2011.[4]
- Controlar als bancs mitjançant proves periòdiques, evitant així que aquests assumeixin riscs excessius i que es vegin incursos a la "mala praxi bancària", que va provocar la Crisi Financera de 2008.